# ВВР-М
ВВР-М — исследовательский пучковый водо-водяной ядерный реактор бассейнового типа.

## История
В 1954 году по инициативе И. В. Курчатова Правительство СССР приняло постановление о создании ядерных центров в ряде городов СССР и строительству в них исследовательских ядерных реакторов. Проектировался ВВР-М на базе реактора ВВР-С. Реактор предназначался для производства изотопов, исследований физики нейтронов и радиационного материаловедения. Реакторы ВВР-М были построены в ПИЯФ (Гатчина, физпуск в 1959 году) и ИФ НАНУ (Киев, физпуск в 1960 году). Оба реактора работают и сегодня. После многочисленных модернизаций и усовершенствований их технические характеристики различаются. Был остановлен в декабре 2015 года (переведён в режим длительного останова). Существует проект создания источника ультрахолодных нейтронов с рекордной плотностью на реакторе ВВР-М.